# Bergschule Zwickau

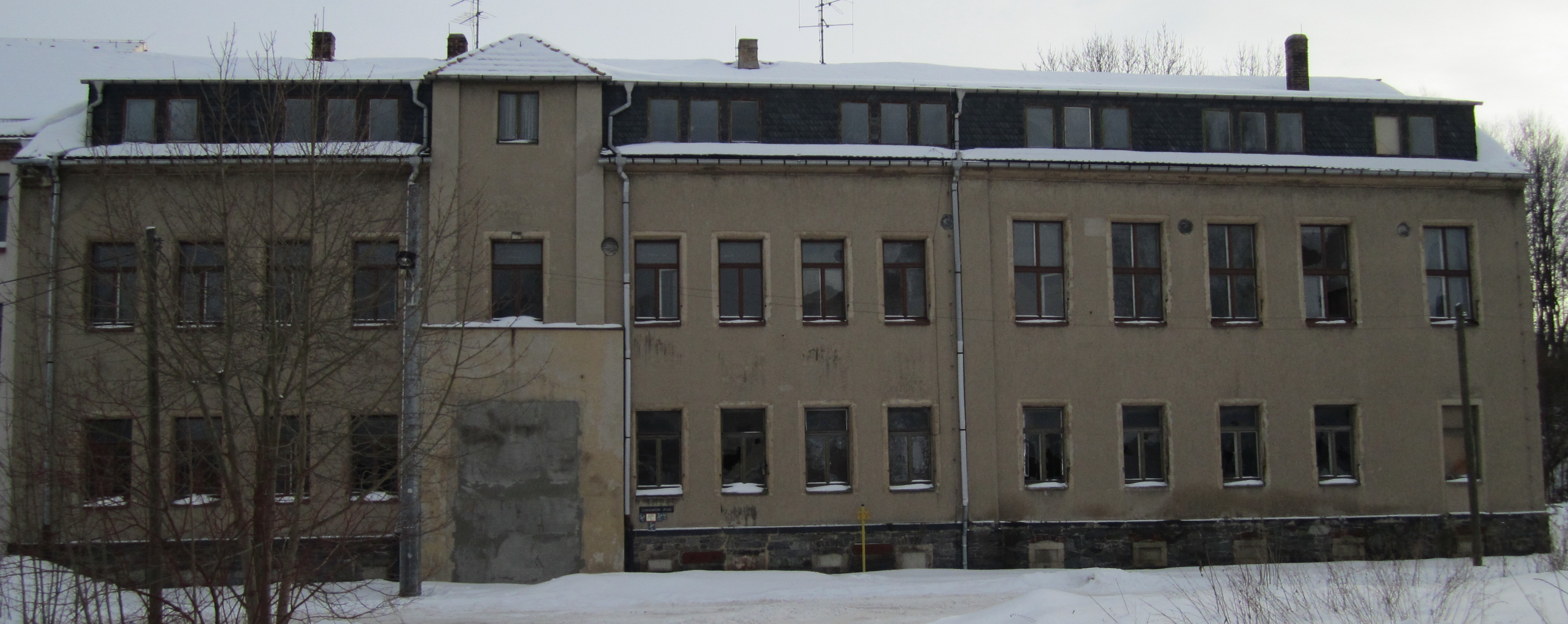
Ehemaliges Schedwitzer Rathaus, Domizil der Bergschule von 1924 bis 1959

Die Bergschule Zwickau war eine 1862 gegründete und 1965 aufgelöste Bergschule in Sachsen. Sie diente der Ausbildung von bergmännischem Aufsichtspersonal, d. h. Steigern. 1949 wurde sie in Bergingenieurschule „Georgius Agricola“ umbenannt und erhielt das Recht, Diplome zu verleihen. Die Tradition der Bergschule wird von der Westsächsischen Hochschule Zwickau fortgeführt.

## Geschichte

### 1850 bis 1923
Eine erste, 1850 durch den Markscheider Engelhard in Bockwa gegründete Bergschule hielt sich nicht lange. Der Bedarf an Beamten der Steinkohlenwerke des Zwickauer Reviers blieb unverändert hoch, und so wandten diese sich am 27. April 1860 mit einer Eingabe an das kgl.-sächsische Oberbergamt in Freiberg, um die Einrichtung einer Bergschule zu erwirken. Die Verhandlungen wurden durch Oberberghauptmann Freiherr von Beust soweit vorangetrieben, dass schließlich im Jahr 1862 der Unterricht der 1. Klasse beginnen konnte. Die Ausbildung an der Bergschule sollte deutlich praxisorientiert und von der akademischen Ausbildung klar abgegrenzt sein. Anlässlich seiner Eröffnungsrede in Zwickau 1862 formulierte dies von Beust so: „Keine Uberfüllung mit Lehrgegenständen, aber klares Verständnis und festes Einüben des Notwendigen muß ihre Aufgabe sein.“ (v. Beust 1862).
Während des Krieges 1870/71 mussten viele Schüler ihren Militärdienst leisten, was den Schulbetrieb stark beeinträchtigte. Daher wurde 1872 den Schülern gestattet, sich für die Zeit des Bergschulbesuches um ein bis zwei Jahre zurückstellen zu lassen.
Zum 40-jährigen Bestehen der Bergschule wurde die Anschaffung einer Fahne beschlossen, die am 12. Oktober 1902 geweiht wurde. Die rechte Seite der Fahne war grün gerahmt und zeigte das sächsische Landeswappen, die linke Seite war rot gerahmt und zeigte das Wappen der Bergschule.
1916 waren 102 Schüler eingeschrieben, davon waren allerdings 72 im Krieg.
Ab 1920 wurden bayerische Bergschüler in Zwickau ausgebildet, vorrangig für den Glanzkohlenbergbau im Peißenberger Revier. Bayern hatte keine eigene Bergschule und nutzte die renommierte sächsische Einrichtung mit. Für jeden bayerischen Bergschüler waren 300 M zu entrichten.

### 1923 bis 1945
1923 wurde die Struktur der Bergschule reformiert und am 10. Oktober 1923 der Verein der Zwickauer Bergschule G.m.b.H. gegründet. Als Gesellschafter fungierten die „Bergbaulichen Vereine Zwickau, Oelsnitz, Borna und Görlitz sowie die Vereinigung der Meuselwitz-Rositzer Braunkohlenwerke“. Diese stellten Schulvorstand und Aufsichtsrat. Der Bergschule angeschlossen wurden die Bergvorschulen Zwickau, Oelsnitz und Borna, die die Aufgabe hatten, Schüler, die nicht die schulischen Aufnahmekriterien erfüllten, zur Bergschulreife zu führen. Der Staat Sachsen schied aus der Trägerschaft aus. Als staatliche Aufsicht über den Schulbetrieb wurde ein Staatskommissar bestellt.
Die Bergschule Freiberg wurde 1924 aufgelöst und die Bergschule Zwickau übernahm deren Tradition, einschließlich der Bücherei, der Sammlungen und der Bergschulfahne.
1934 wurde die Bergschule Zwickau, wie alle deutschen Bergschulen, dem Reichswissenschaftsministerium unterstellt.
Aufgrund des am 1. April 1941 in Kraft getretenen sächsischen Bergschulvereinsgesetzes wurde die Schule in „Zwickauer Bergschule e. V.“ umbenannt. Alle Bergbaubetriebe Sachsens wurden durch dieses Gesetz dazu verpflichtet, dem Bergschulverein beizutreten und die Schule zu finanzieren.
Im Krieg genoss die Schule (seit 1929) das Privileg eines kriegswichtigen Betriebs. Bergschüler wurden weitgehend von Wehrdienst zurückgestellt bzw. uk geschrieben. Gegen Ende des Zweiten Weltkriegs – die Amerikaner standen kurz vor Zwickau – musste am 13. April 1945 der Lehrbetrieb eingestellt werden. Zu diesem Zeitpunkt hatte die Schule immer noch 62 Bergschüler. Am 16. April besetzte die US-Armee die Stadt.
Der Westteil Zwickaus war amerikanisch, der Teil östlich der Mulde sowjetisch besetzt. In diesen Wirren war an einen geordneten Schulbetrieb zunächst nicht zu denken. Nachdem sich die Amerikaner auf die während der Jaltakonferenz festgelegte Demarkationslinie zurückgezogen hatten, besetzten die sowjetischen Truppen am 1. Juli 1945 ganz Zwickau. Der neugegründete Freie Deutsche Gewerkschaftsbund (FDGB) machte sich bei der sowjetischen Militäradministration in Deutschland (SMAD) für eine Wiedereröffnung der Bergschule stark, da die Fachleute dringend gebraucht wurden. Auch die SMAD hatte das Bestreben, die Steinkohleförderung so schnell als möglich wieder in Gang zu bringen und auf den Vorkriegsstand anzuheben. So nahm die Bergschule Zwickau schließlich als erste Fachschule in der sowjetischen Besatzungszone am 1. Oktober 1945 den Lehrbetrieb mit 33 Bergschülern wieder auf.

### 1945 bis 1965
Da Vereine verboten waren, wurde die Schule am 16. April 1946 auf Befehl der SMAD als private Lehranstalt aufgelöst und als staatliche Bergschule weitergeführt. Der Bergschulbeirat musste seine Arbeit aufgeben. 1946/47 waren bereits wieder 186 Bergschüler eingeschrieben, die im wochenweisen Wechsel untertage arbeiteten und Unterricht erhielten. Am 1. April 1949 wurde der Vollunterricht eingeführt und die Schule in Bergbau-Ingenieurschule Zwickau umbenannt.
Der Raumnot wurde mit dem Umzug in das wiederaufgebaute Gebäude des ehemaligen humanistischen Gymnasiums, den späteren Agricolabau, im Januar 1951 begegnet. 1952 wurde die Schule ein weiteres Mal umbenannt; sie führte nun den Namen Fachschule für Bergbau Zwickau. Neben den Schulgebäuden wurde am 11. Mai 1953 der Grundstein des neuen Internats gelegt. Anfang November 1953 war Richtfest des ersten Bauabschnitts. Im Grünhainer Hof wurde die Aula fertiggestellt.
Das Jahr 1954 brachte eine erneute Umbenennung der Schule in Bergingenieurschule Zwickau, und Anfang 1955 wurde der zweite Bauabschnitt des Internats auf der Seite des Kornmarktes begonnen.
1955 schließlich wurde die Bergingenieurschule aus Anlass des 400. Todestages Georgius Agricolas ein letztes Mal umbenannt: In einem Festakt verlieh ihr der Minister für Schwerindustrie der DDR, Fritz Selbmann, den Namen Bergingenieurschule „Georgius Agricola“.
1956 wurden die Fachrichtungen Bergbautechnik/Tiefbau und Bergbautechnik/Tagebau wieder getrennt; Tagebau wurde von nun ab an der Bergingenieurschule Senftenberg unterrichtet.
1965 wurde in der DDR eine allgemeine Hochschulreform durchgeführt. Die Bergingenieurschule wurde mit der Ingenieurschule für Kraftfahrzeugtechnik Zwickau zur Ingenieurschule für Maschinenbau und Elektrotechnik Zwickau vereinigt. Zu Beginn des Wintersemesters 1965 wurden die Fachrichtungen Bergvermessungstechnik und Geologie ausgegliedert und für die Fachrichtungen Bergbautechnik (Tiefbau), Bergmaschinentechnik, Bergelektrotechnik und Ingenieurökonomie noch die letzten Studenten aufgenommen. Dieser Studiengang endete im Juli 1968, das entsprechende Fernstudium 1970.
Die Bergingenieurausbildung der DDR wurde an der Bergingenieurschule „Ernst Thälmann“ Senftenberg zentral zusammengefasst und die vormaligen Bergschulen Zwickau, Freiberg und Eisleben wurden nicht weitergeführt.
Nach der 1969 erfolgten Umbenennung der Ingenieurschule in Ingenieurhochschule Zwickau (Fachhochschule) wurden die Berufsbezeichnungen für die früheren Absolventen der Bergingenieurschule nachträglich geändert und lauteten nunmehr Ing. (FH).

## Zugangsvoraussetzungen und Lehrplan
Die Bergschüler mussten mindestens die Volksschule besucht haben, bereits im Bergbau tätig sein und ein polizeiliches Führungszeugnis vorweisen. Unterricht erhielten sie in den Fächern deutsche Sprache, Arithmetik, Schönschreiben, Physik, Mineralogie, Geometrie und Zeichnen. In den späteren Jahren wandelte sich der Stundenplan; Fächer fielen weg, sehr viele neue kamen hinzu, so Bergbaukunst, Buchführung, Markscheidekunst, Geografie und Geognosie sowie Maschinenlehre.
Der Unterricht wurde in der Anfangszeit zunächst von Montag bis Donnerstag, später dann Dienstag bis Freitag gehalten. Es gab vier Klassen: die IV. („Präparande“), aus der später die Bergvorschule hervorging, bis hin zur I. Klasse.
1875 umfasste der Lehrplan Bergbaukunde, Bergpolizei, Maschinenkunde, technisches Zeichnen, Markscheidekunde, Situationszeichnen, mineralogische und mathematische Repetitorien, Rechnungswesen, Geognosie, Physik und Mechanik, Deutsch, Mineralogie und Chemie, Geometrie und Trigonometrie sowie Arithmetik.
1904 wurde das Fach „Arbeitergesetzgebung“, 1907 Elektrotechnik und 1923 Volkswirtschaftskunde eingeführt. Ebenfalls 1923 wurden die Fachrichtungen Stein- und Braunkohlenbergbau (was in etwa Tief- und Tagebau entsprach) getrennt.
Ab November 1924 galt als weitere Zugangsvoraussetzung eine mindestens dreijährige Tätigkeit im Bergbau. Ein wesentlicher Bestandteil der Bergschulausbildung waren Befahrungen verschiedener Bergwerke und Tagesbetriebe. In den Ferien absolvierten die Bergschüler Praktika in anderen deutschen Ländern.
1925 wurde das Fach Grubenrettungsdienst (entspricht Grubenrettungswesen) und 1926 als Abschlusstitel „Bergtechniker“ eingeführt sowie Auslandsexkursionen organisiert.
Seit 1932 mussten die Bergschüleranwärter vor der Aufnahme einen Hauer- und Schießmeisterschein machen. Die Trennung von Stein- und Braunkohlenbergbau wurde 1938 wieder rückgängig gemacht.

## Schulgebäude

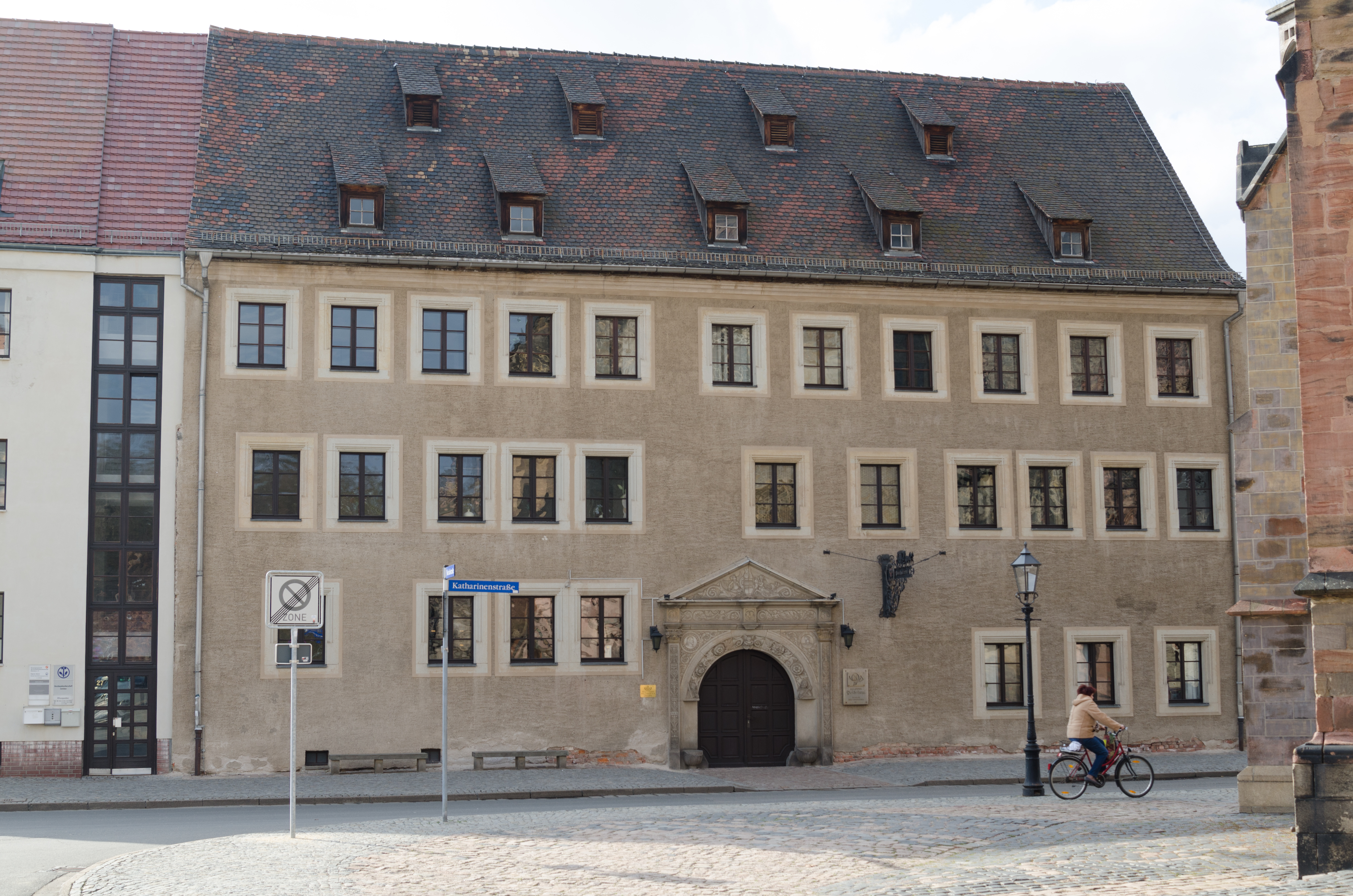
„Raschers Haus“

1. 1862–1867: Katharinenkirchhof 3 (jetzt Katharinenstraße); „Raschers Haus“, jetzt „Alte Posthalterei“[3][3][5]
2. 1867–1904: Schloßgässel 4; „Flechsigs Haus“ (im Zweiten Weltkrieg zerbombt)[3][5]
3. 1904–1924: Äußere Leipziger Straße 11 (jetzt Max-Pechstein-Straße); „Beuchelts Haus“[3][5]
4. 1924–1949: Schedewitzer Straße 20 in Schedewitz; ehemaliges Schedewitzer Rathaus[3]
5. 1949–1965: Dr.-Friedrichs-Ring 2A; Georgius-Agricola-Bau – erster Neubau für die Bergschule[3]

## Struktur
Die Bergschule war von 1862 bis 1946 eine private Fachschule, die von den Bergbauunternehmen, für die sie den Steigernachwuchs ausbildete, finanziert wurde. Die andere sächsische Bergschule, die Bergschule Freiberg, war eine staatliche Einrichtung, deren Aufgabe die Steigerausbildung für den sächsischen Erzbergbau war.
Nach 1946 ging die Bergschule Zwickau in staatliche Trägerschaft über.
Die Leitung oblag bei ihrer Gründung dem Bergschulkomitee, welches später in „Bergschulausschuss“ umbenannt wurde. Dem ersten Komitee gehörten an: der Kgl. Kohlenwerksinspektor Richard Kühn in Zwickau als Vorsitzender sowie Gustav Adolph Varnhagen, technischer Direktor des Zwickauer Steinkohlenbau-Vereins und Gründer des Vereins für bergbauliche Interessen in Zwickau, Hugo Volkmar Oppe, Betriebsdirektor des Erzgebirgischen Steinkohlen-Aktien-Vereins, C. G. Kästner, Guts- und Kohlenwerksbesitzer in Bockwa, A. W. Volkmann, Advokat in Leipzig und Direktor des Lugau-Niederwürschnitzer Steinkohlenbauvereins.
Bei ihrer Gründung betrug der Haushalt 2195 Taler auf 10 Jahre, von denen 500 Taler der sächsische Staat beisteuerte; die restliche Summe wurde durch die Kohlenwerke und die Stadt Zwickau aufgebracht. 1872 wurde die Finanzierung neu verhandelt; der Staat schoss nunmehr 1100 Taler pro Jahr zu, was später in 5100 M umgewandelt wurde. Hinzu kam die Übernahme von Reisestipendien.
Eine weitere Quelle waren Stiftungen wohlhabender Zwickauer Bürger und Absolventen der Bergschule, auch als Stipendien für „fleißige und würdige“ Bergschüler.

„An Stipendien konnten überreicht werden:

a) je ℛℳ 60 aus der Jubiläumsstiftung der Vereinigung ehemaliger Bergschüler den Bergschülern der II. Klasse Hans Fischer, Josef Jockisch, Rudolf Joerß und Bergschülerschaftsführer Albert Neisel und den Bergschülern der III. Klasse Kurt Dippmar und Lothar Hertel,

b) je ℛℳ 50 aus der Jubiläumsstiftung der Stadt Zwickau den Bergschülern der III. Klasse Werner Schuster und Paul Windisch,

c) ℛℳ 50 aus dem Kohlenbauer-Stipendium dem Bergschüler der III. Klasse Martin Herold,

d) ℛℳ 40 aus Mitteln, die das Oberbergamt jährlich zur Verfügung stellt, dem stellvertretenden Bergschülerschaftsführer Friedrich Geyer,

e) ℛℳ 40 als Zinsertrag der ‚Fürsorgestiftung für Bergschüler‘ dem Absolventen Eduard Pichlbauer,

f) je ℛℳ 30 aus Bergschulmitteln den Absolventen Felix Ebermann und Josef Nuhmannseder.“

Ab dem Schuljahr 1900/01 erhöhte sich der staatliche Zuschuss auf 7350 M. Die Mitglieder des Bergschulkomitees wurden im gleichen Zug verpflichtet, auch ihre Beiträge anzuheben.
1912 betrug der staatliche Anteil an der Finanzierung der Bergschule etwa 50 %.

### Bergschuldirektoren
- Carl Gustav Kreischer (Hauptbergschullehrer 13. Oktober 1862 – 19. Februar 1866, 19. Februar 1866 – 1871 Bergschuldirektor, folgte 1871 einem Ruf an die Bergakademie Freiberg als Professor f. Bergbaukunde), Dipl.-Bergingenieur
- Friedrich Hugo Berg (1871–1872, schied als Direktor wegen Übernahme der Leitung eines Steinkohlenwerkes in Schedewitz aus, unterrichtete aber weiter Bergbaukunde), Dipl.-Bergingenieur
- August Robert Hauße (1872 – 1. Juli 1874), Bergingenieur;[4] nach anderen Angaben: Hermann Mietzsch (1872–1874)[7]
- Wilhelm Schulz (1. Juli 1874 – 1. April 1881, Berufung an die TH Aachen als Professor f. Bergbaukunde), Kgl. preußischer Bergassessor und Berginspektor[8][9]
- Alfred Dittmarsch (1. August 1881 – Mitte 1906 in den Ruhestand verabschiedet)[4]
- Johannes Treptow (1906 – 20. Oktober 1917 (†))[4]
- Becker (kommissarisch), Schuldirektor i. R.[4]
- Hermann Max Hilgenberg (Anfang 1919 – 15. Oktober 1941), Regierungsbergrat[4][10][11]
- Walter Seegelken (15. Oktober 1941 – 1945), Dr.-Ing.
- Karl Freier (KPD-Funktionär, Geschäftsführer: Seegelken, 1. Oktober 1945 – 1949)
- Karl Roskothen (1950–1952), Ing.
- Emil Funeck (1. September 1952 – 1962), Prof.[7]
- H. Weller (1964)[7]

## Bekannte Absolventen und Lehrer
- Johannes Schmidt, Obersteiger der Sachsenerz Bergwerks AG und Mann der ersten Stunde bei der SAG Wismut[12][13]
- Markscheider Karl Neubert (* 14. Juni 1900; † 3. Mai 1972), Markscheidekundelehrer von 1943 bis 1949, später Professor für Markscheidekunde an der Bergakademie Freiberg[14]